# Commelina fluviatilis
Commelina fluviatilis, vrsta vodene ili poluvodene glabrozne zeljaste biljke iz roda komelina, porodica komelinovki. 
Raširena je po tropskoj Africi u Pojasu Caprivi (dio Namibije), Tanzaniji, Zambiji i DR Kongu.